# Grazer Waggonfabrik
La Grazer Waggonfabrik o Weitzer Waggonfabrik (nome completo: Grazer Maschinen- und Waggonbau-Aktiengesellschaft) era una società di ingegneria austriaca che si specializzò nella costruzione di elettromotrici tranviarie.
Lo stabilimento, che sorge a Graz, mutò nel tempo numerose volte il proprio nome; in seguito ai cambiamenti societari che culminarono con la cessione al gruppo Siemens, lo stesso è stato mantenuto e prosegue la propria attività.

## Settori di attività

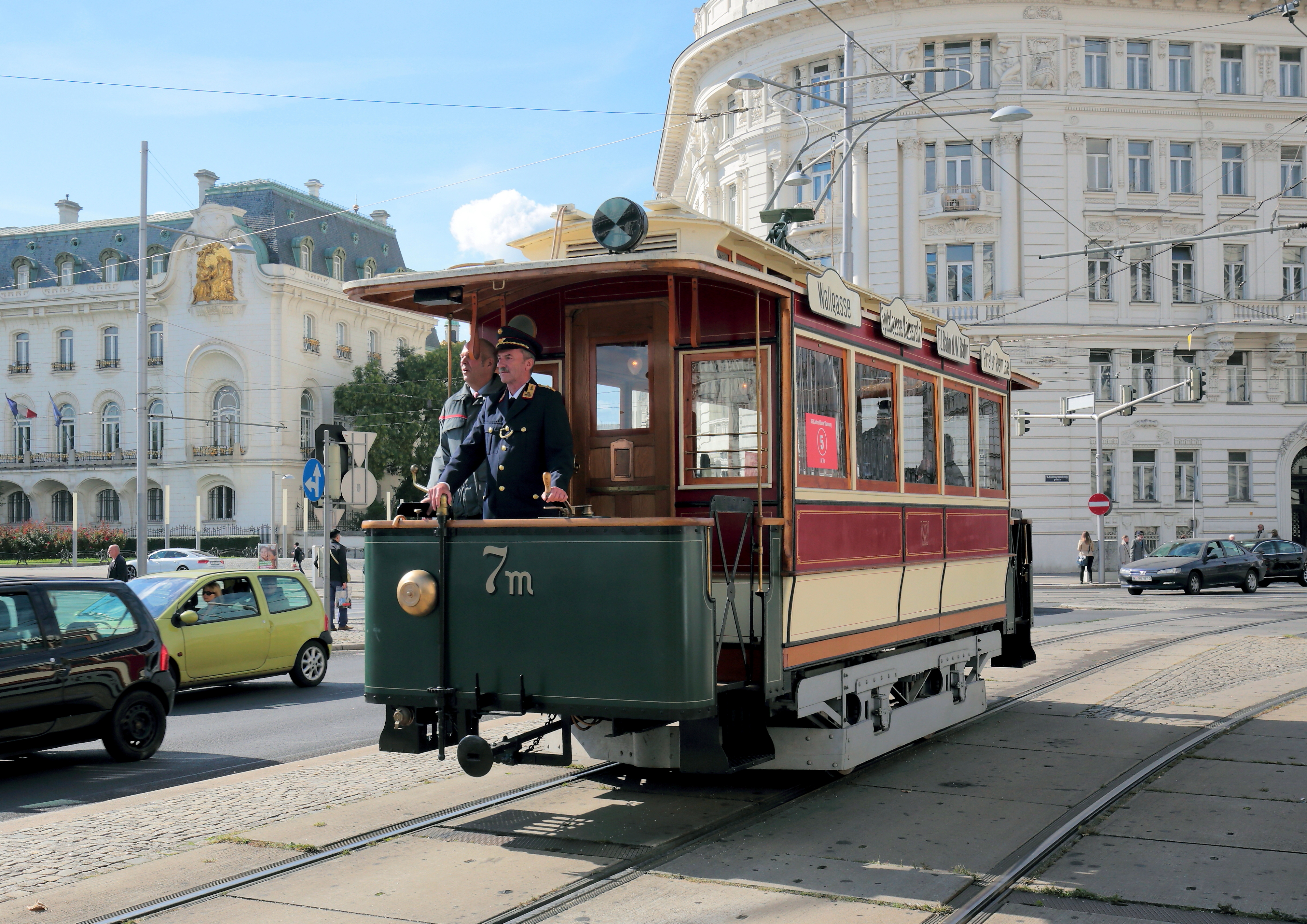
Tram di Vienna tipo A n. 7m

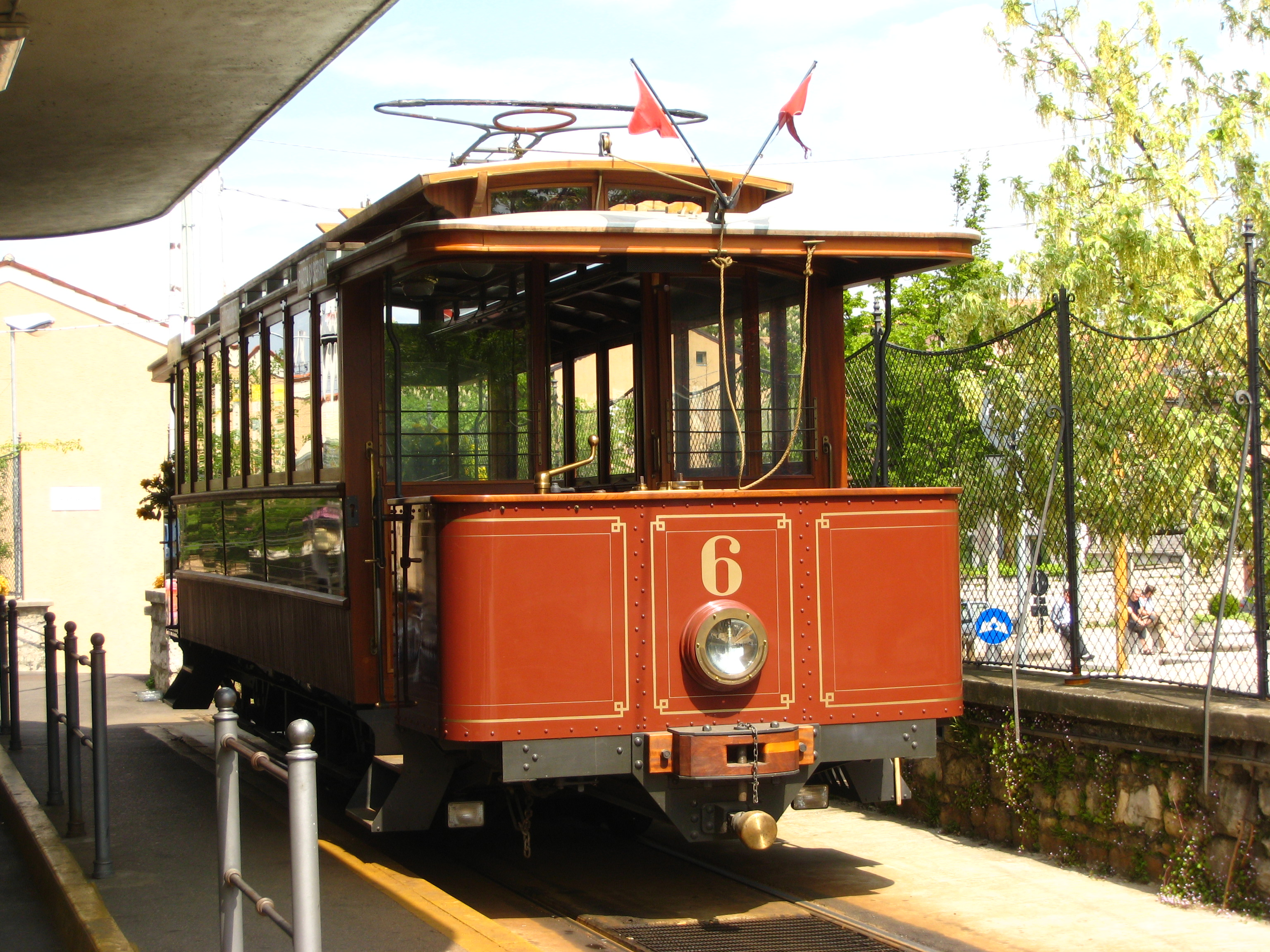
Tram n. 6 della Trieste-Opicina

La produzione passò dall'iniziale costruzione di caldaie e locomotive a vapore avviata nel 1873 a quella di motori Diesel avviata nel 1898, equipaggiando sempre veicoli per il trasporto passeggeri.
In particolare la collaborazione con la Österreiche Union Elektricitáts Gesellshaft di Vienna diede vita alla fortunata serie di tram "Union" che caratterizzò la rete urbana di Vienna, la tranvia Trieste-Opicina (tram SPF serie 1-9) e la rete tranviaria di Trieste.
Della produzione aziendale fecero parte anche le automotrici kkStB 41/S e 42/S della tranvia Trento-Malé, le automotrici SB AC 1-4 fornite alla Südbahn per il servizio sulla ferrovia Bolzano-Caldaro, le automotrici BrS BCD.101-102 della ferrovia Brunico-Campo Tures e le automotrici kkStB 23.0 della ferrovia locale Lana-Postal.

## Storia
Nel 1854 Johann Weitzer, di Friedberg (Austria), a capo di un gruppo di quattro imprenditori da lui diretto, fondò a proprio nome a Graz una officina dotata di forgia, falegnameria e reparto verniciatura che nel 1857 avviò la produzione di automobili in una ex scuola militare. Nel 1861 lo stesso Weitzer rifondò l'azienda come Wagen- und Waggonfabrik, Eisen- und Metallgießerei Joh. Weitzer, con stabilimento dotato di fonderia, che fornì alcuni veicoli impegnati per la costruzione del canale di Suez e propose i propri prodotti all'esposizione mondiale di Vienna del 1873.
Nel 1872 tale società viene trasformata in società per azioni con il nome di Grazer Waggon- & Maschinen-Fabriks-Aktiengesellschaft vorm. Joh. Weitzer.
Nel 1891 il Weitzer fondò un secondo stabilimento nella parte ungherese della città di Arad, in seguito ceduta alla Romania, che prese il nome di Weitzer János Gép,- Waggongyár és Vasöntöde Részvénytársaság e divenne in seguito la Astra Vagoane Călători.
Ulteriori cambiamenti della ragione sociale si ebbero nel 1879 con il nome di k.k. priv. Wagen- und Waggonfabrik; tale situazione durò fino al 1895 quando fu fondata la Grazer Wagen- und Waggonfabrik AG vorm. Joh. Weitzer. Alla fine del secolo la società cambiò ulteriormente nome in Grazer Waggon- und Maschinenfabriks-Aktiengesellschaft vorm. Joh. Weitzer. Nel 1900 la sede legale risultava a Vienna, in Wildpretmakt 10, con fabbrica e direzione di Graz.
Poco tempo dopo, nel 1902, Johann Weitzer morì e l'azienda passò sotto il controllo della società Schoeller, con sede sociale spostata a Vienna. Tale situazione portò ad una stretta collaborazione con la Waggonfabrik Simmering con la quale avvenne uno scambio di quote fra i principali azionisti in conseguenza del quale la Niederösterreichische Escomptegesellschaft divenne il terzo maggiore azionista al fianco di Bankhaus Schoeller e della Verkehrsbahnk.
Durante la prima guerra mondiale la fabbrica fu parzialmente riconvertita alla produzione di armamenti, arrivando a impiegare 4000 operai.
Nel 1920 la "Grazer" e la "Simmeringer" dominavano di fatto il mercato austriaco finché, nel 1934 la crisi economica e la conseguente scarsità di commesse portarono di fatto a una fusione fra le due aziende.
Nel 1939 la società di Graz mutò ancora nome in Grazer Maschinen- und Waggonbau-Aktiengesellschaft fino alla fusione, avvenuta formalmente il 25 giugno 1941 che diete vita alla Simmering-Graz-Pauker Aktiengesellschaft für Maschinen-, Kessel- und Waggonbau (SGP). La nuova società assume una quota di 5.000.000 marchi alle azioni Grazer.
Ceduta alla Siemens nel 1996, l'azienda fu ribattezzata Siemens SGP Verkehrstechnik GmbH, nome abbandonato il 1º aprile 2004. Fino al 30 settembre 2009, le ex fabbriche di SGP facevano parte della Siemens Transportation Systems Austria GmbH & Co KG, società trasformata il 1º ottobre 2009 in Siemens AG Austria.